# Escuela de Ingeniería Informática de Valladolid
La Escuela de Ingeniería Informática de Valladolid es un centro de la Universidad de Valladolid en el campus de Valladolid. Se encuentra situada dentro del Campus Miguel Delibes. Empezando su actividad docente en el curso 2000/2001, integró los estudios de Ingeniero en Informática que se impartían en la Facultad de Ciencias y los de Ingeniero Técnico en Informática de Gestión e Ingeniero Técnico en Informática de Sistemas que, aunque dependían de la Escuela Univesitaria Politécnica, ya se impartían en el edificio que ocupa actualmente la Escuela desde el curso 1998-99.

## Titulaciones
- Grado en Ingeniería Informática
  - Mención en Ingeniería de Software
  - Mención en Tecnologías de la Información
  - Mención en Computación
- Programa de Estudios Conjunto de Grado en Estadística y Grado en Ingeniería Informática (INdat)
- Máster en Ingeniería Informática (Presencial y No presencial)
- Máster Universitario en Inteligencia de Negocio y Big Data en Entornos Seguros (online)

## Departamentos con docencia en la Escuela de Ingeniería Informática
- Departamento de Álgebra, Análisis Matemático, Geometría y Topología
- Departamento de Economía Aplicada
- Departamento de Economía Financiera y Contabilidad
- Departamento de Electricidad y Electrónica
- Departamento de Informática (Arquitectura y Tecnología de Computadores, Ciencia de la Computación e Inteligencia artificial, y Lenguajes y Sistemas Informáticos)
- Departamento de Matemática Aplicada
- Departamento de Organización de Empresas y Comercialización e Investigación de Mercados
- Departamento de Física Aplicada